# Ploceus burnieri
El tejedor de Kilombero (Ploceus burnieri) es una especie de ave paseriforme de la familia Ploceidae endémica de Tanzania.
Su hábitat natural son los pantanos. Se encuentra amenazado por pérdida de hábitat.